# Mumblecore
Mumblecore è un movimento americano di cinema indipendente nato all'inizio degli anni 2000.

## Caratteristiche e stile
È caratterizzato soprattutto per la produzione di film a bassissimo budget (spesso utilizzando telecamere digitali), incentrato  essenzialmente sui rapporti personali fra trentenni, con sceneggiature improvvisate e attori non professionisti. Registi di questo genere sono Lynn Shelton, Andrew Bujalski, Mark Duplass, Jay Duplass, Aaron Katz, Joe Swanberg e Barry Jenkins. 
Il termine mumblecore è stato coniato da Eric Masunaga, un montatore del suono che ha lavorato con Bujalski. Masunaga, interrogato su quale potesse essere una caratteristica comune a tre film proiettati durante il South by Southwest Film Festival del 2005, indicò che tutti i personaggi borbottavano (mumbling characters) di qui, la sincrasi mumble-core, "nucleo borbottante", su calco di hardcore e simili; ma è stato Bujalski che per primo ha utilizzato il termine in un'intervista con IndieWire. I registi dei film sono talvolta collettivamente indicati come mumblecorps.
I giornalisti cinematografici hanno anche usato i termini Bedhead cinema e Slackavetes, in riferimento al regista John Cassavetes e ai dialoghi di Richard Linklater nel film Slacker.

## Omaggi
Nel 2007 l'IFC Center di New York ha allestito una rassegna di dieci film mumblecore, intitolata The New Talkies: Generation D.I.Y.

## Lista parziale di film mumblecore
- Funny Ha Ha (2002)
- Kissing on the Mouth (2005)
- The Puffy Chair (2005)
- Dance Party USA (2006)
- Mutual Appreciation (2006)
- LOL (2006)
- The Guatemalan Handshake (2006)
- Hannah Takes the Stairs (2007)
- Quiet City (2007)
- Hohokam (2007)
- Orphans (2007)
- Team Picture (2007)
- Baghead (2008)
- In Search of a Midnight Kiss (2008)
- The Pleasure of Being Robbed (2008)
- Nights and Weekends (2008)
- Luke and Brie Are on a First Date (2008)
- Alexander the Last (2009)
- Medicine for Melancholy (2009)
- Humpday - Un mercoledì da sballo (2009)
- Beeswax (2009)
- Tiny Furniture (2010)
- Cold Weather (2011)
- A casa con Jeff (Jeff, Who Lives at Home) (2011)
- Your Sister's Sister (2012)
- The Do-Deca-Pentathlon (2012)
- Nobody Walks (2012)
- Sun Don't Shine (2012)
- Frances Ha (2012)
- Drinking Buddies (2013)
- All the Light in the Sky (2013)
- Happy Christmas (2014)

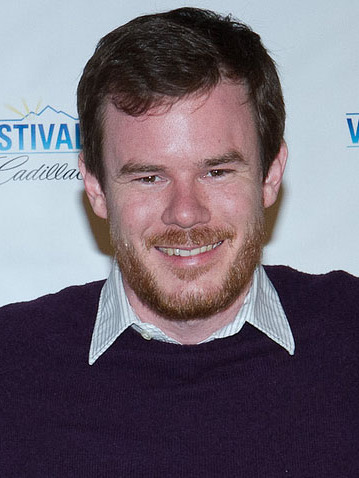
Joe Swanberg
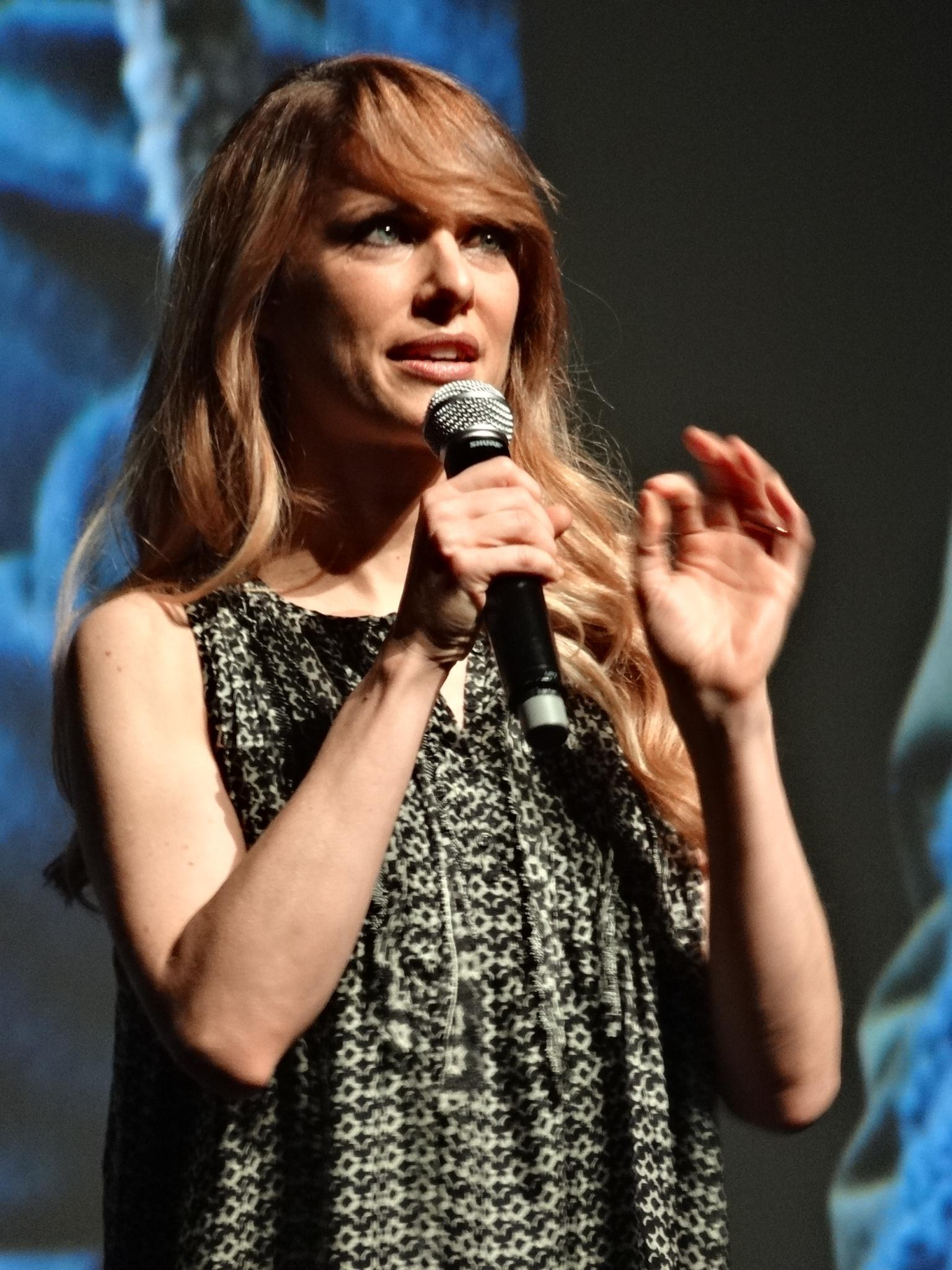
Lynn Shelton
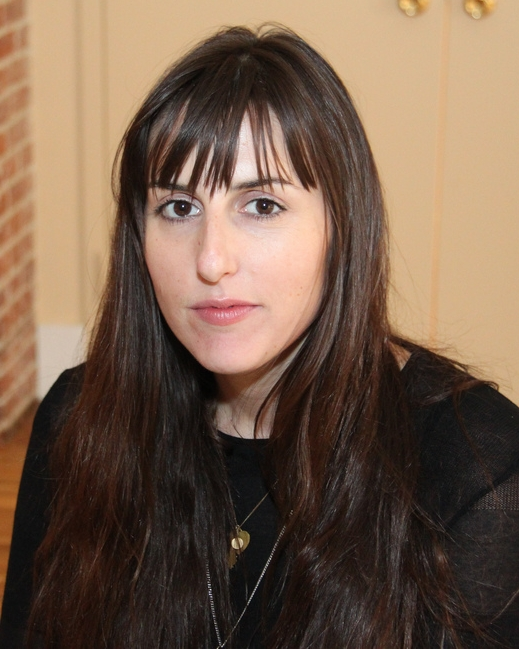
Ry Russo-Young
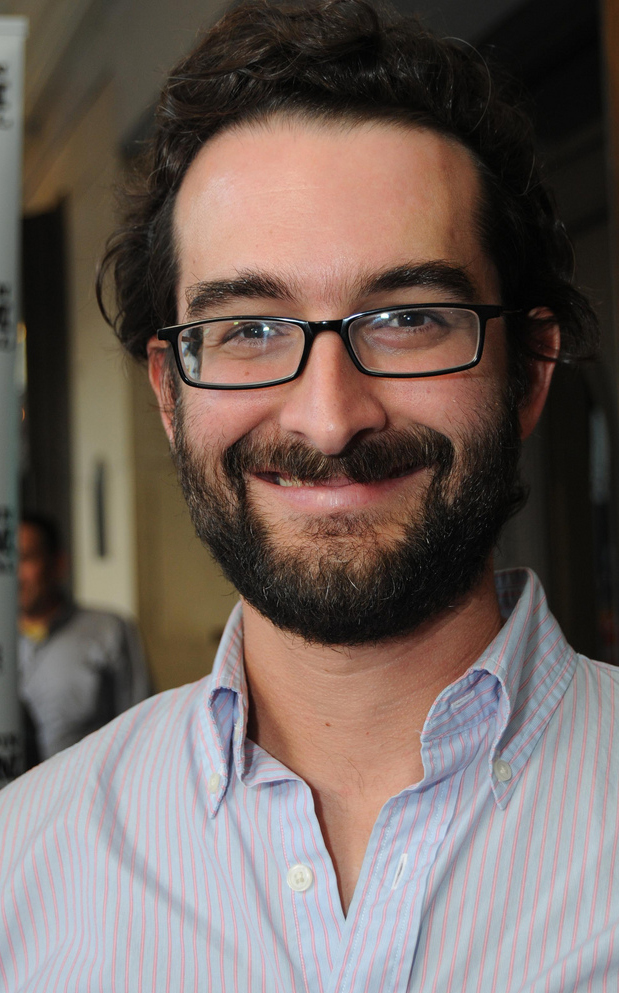
Jay Duplass
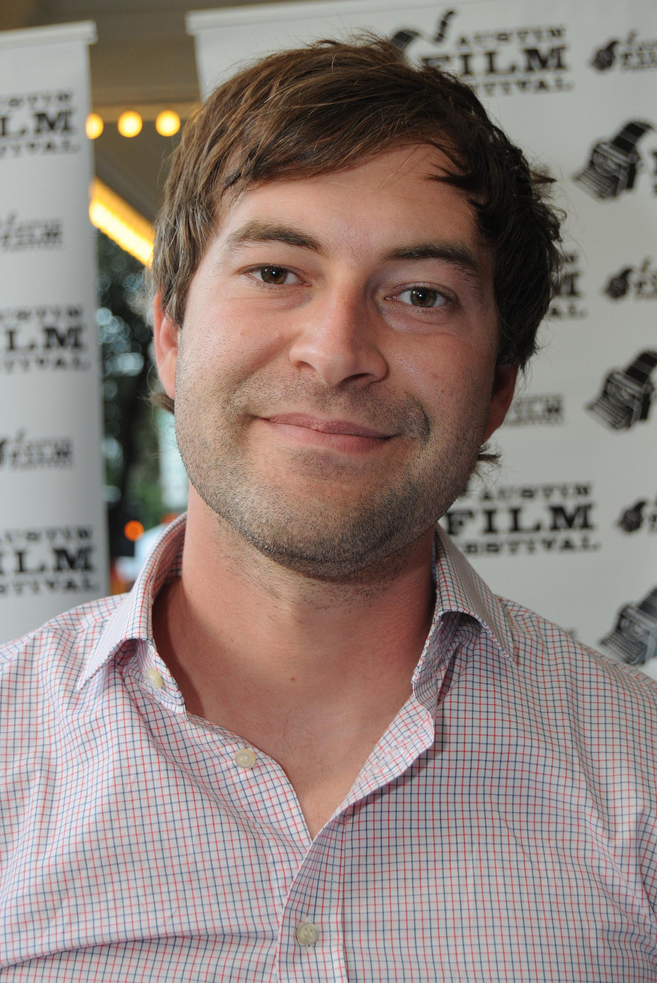
Mark Duplass